# وروویل
وروویل (به فرانسوی: Varouville) یک کمون در فرانسه است که در Canton of Saint-Pierre-Église واقع شده‌است.

## خصوصیات
وروویل ۴٫۱۹ کیلومترمربع مساحت و ۲۹۶ نفر جمعیت دارد و ۵۰ متر بالاتر از سطح دریا واقع شده‌است.